# Copeland (borough)
Copeland – dawny dystrykt niemetropolitalny w hrabstwie Kumbria w Anglii. Utworzony został 1 kwietnia 1974, a zlikwidowany 1 kwietnia 2023; włączony do nowo utworzonej jednostki typu unitary authority Cumberland.

## Miasta
- Cleator Moor
- Egremont
- Millom
- Whitehaven

## Inne miejscowości
Arlecdon, Asby, Beckermet, Boot, Bootle, Cleator, Distington, Frizington, Gosforth, Haile, Haverigg, Kirkland, Kirksanton, Parton, Ponsonby, Ravenglass, Rowrah, St Bees, Seascale, Ulpha, Waberthwaite, Whicham.